# Local Color (album)
| Recensione | Giudizio |
| ---------- | -------- |
| AllMusic   | [ 1 ]    |

Local Color è il secondo album discografico a nome del pianista di jazz-blues statunitense Mose Allison, pubblicato dalla casa discografica Prestige Records nel febbraio del 1958.

## Tracce
Brani composti da Mose Allison, eccetto dove indicato.
Lato A
1. Carnival – 2:59
2. Parchman Farm – 3:17
3. Crepuscular Air – 3:43
4. Mojo Woman – 4:04
5. Town – 3:21

Lato B
1. Trouble in Mind – 3:13 (Richard Jones)
2. Lost Mind – 3:31 (Percy Mayfield)
3. I'll Never Be Free – 5:36 (Bennie Benjamin, George David Weiss)
4. Don't Ever Say Goodbye – 3:12 (Duke Ellington)
5. Ain't You a Mess – 2:40

## Musicisti
- Mose Allison - pianoforte
- Mose Allison - voce (solo nei brani: Parchman Farm e Lost Mind)[3]
- Mose Allison - tromba (solo nel brano: Trouble in Mind)[3]
- Addison Farmer - contrabbasso
- Nick Stabulas - batteria

Note aggiuntive
- Bob Weinstock - supervisore, produttore
- Registrato l'8 novembre 1957 al Van Gelder Studio di Hackensack, New Jersey, Stati Uniti
- Rudy Van Gelder - ingegnere delle registrazioni
- Ira Gitler - note di retrocopertina album[4]